# كولمانسكوب
كولمانسكوب هي قرية مهجورة تقع في ناميبيا في صحراء ناميب على بعد حوالي عشرة كيلومترات من مستوطنة لودريتز. تأسست المدينة في أواخر القرن التاسع عشر من قبل المستوطنين الألمان. وبنيت في عام 1908،
ازدهرت المدينة بفضل تعدين الماس. ووصلت إلى ذروتها في عام 1920 قبل أن ينخفض نشاطها ببطء خلال القرن العشرين. وخلال فترة الازدهار، استوردت المدينة مياه الشرب من كيب تاون في جنوب أفريقيا،
لى بعد أكثر من 1000 كيلومتر، وعلى الرغم من البيئة الموحشة، يعيش في جوار المدينة 400 شخص.
بنيت المنازل الحجرية المهيبة على النموذج الألماني. ويعتبر مستشفى كولمانسكوب المهجور والمخرب حاليا أول مستشفى أفريقي مجهز بجهاز الأشعة السينية في أوائل القرن العشرين.
تعد القرية اليوم مدينة أشباح غزتها رمال صحراء ناميب. وبالرغم من ذلك لا يزال استخراج الماس مستمرا. حيث يعمل بعض عمال المناجم هناك وما زالوا يستخدمون بعض البنيات التحتية مثل المسرح أو غرفة اللعب. كما أصبحت المدينة عامل جذب سياحي كبير في جنوب ناميبيا.
في عام 2011 أخرج رينهيلد ديتمير فينك فيلمًا وثائقيًا شارك في إنتاجه زي دي اف وأرتيو بعنوان Kolmanskop – A Diamond Ghost Town in Namibia

## معرض الصور

Kolmanskop
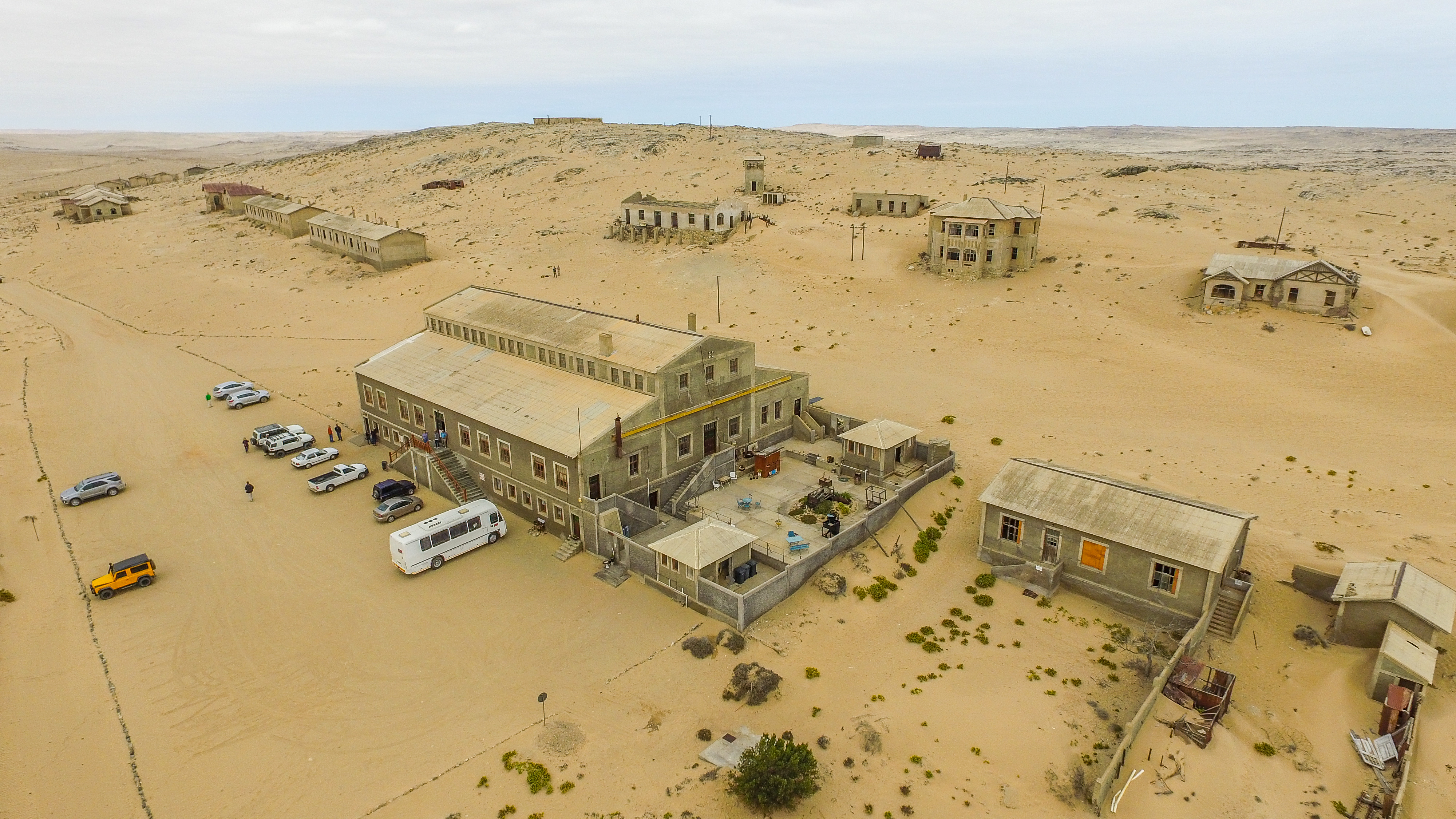
صورة جوية للمدينة المهجورة
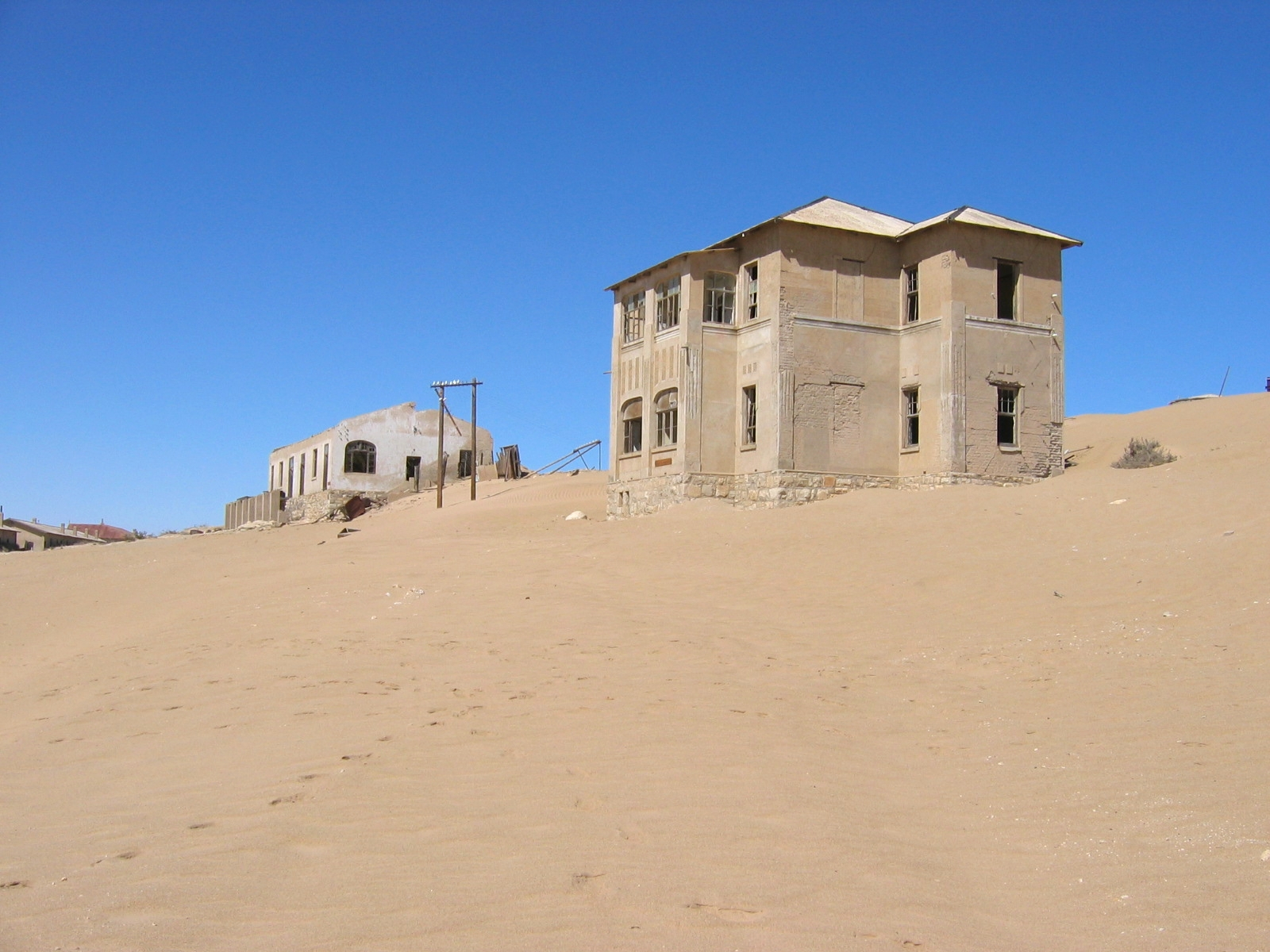
منزل مهجور
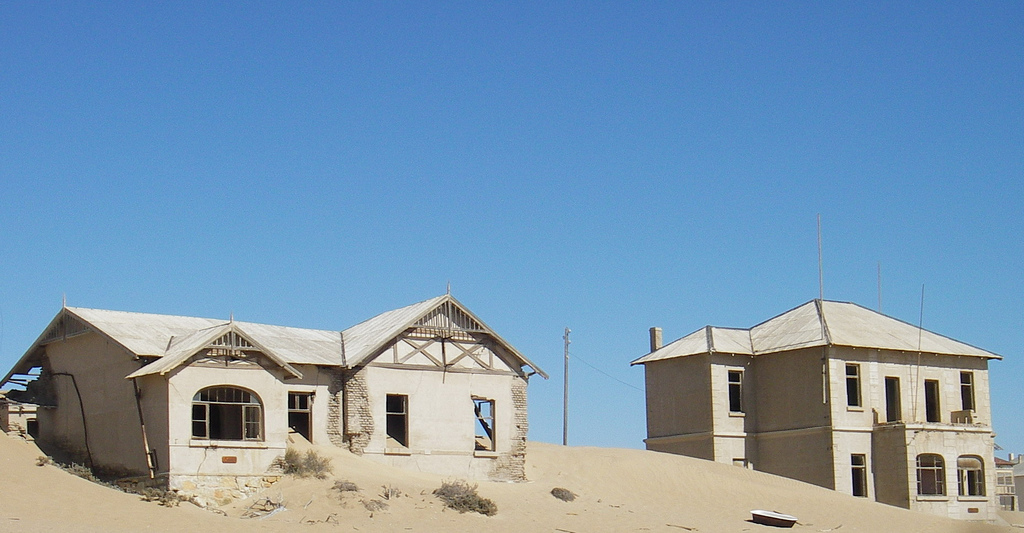
منزل مهجور
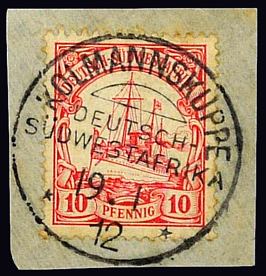
ختم جنوب غرب أفريقيا الألماني.
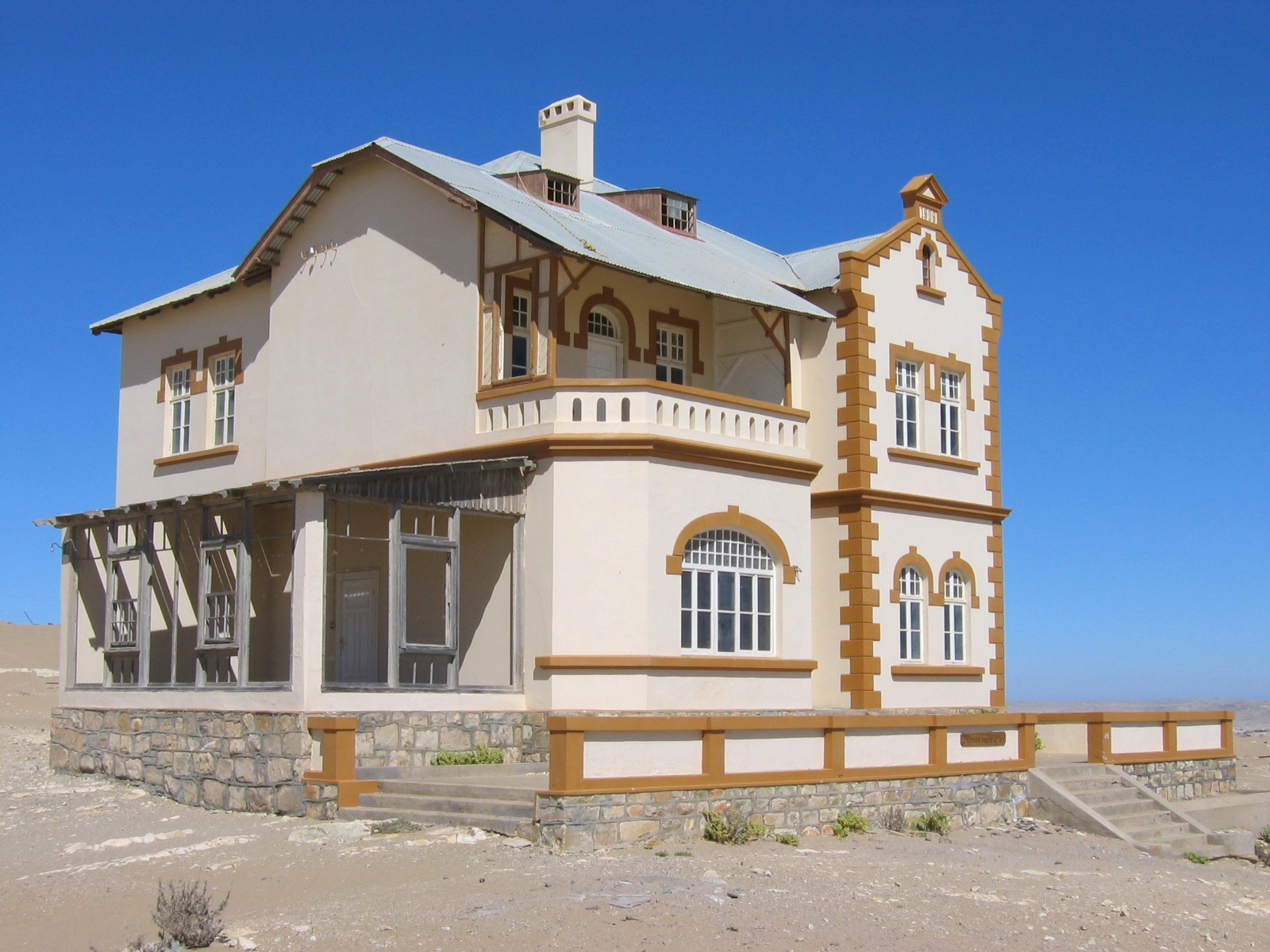
مكتب مدير المنجم
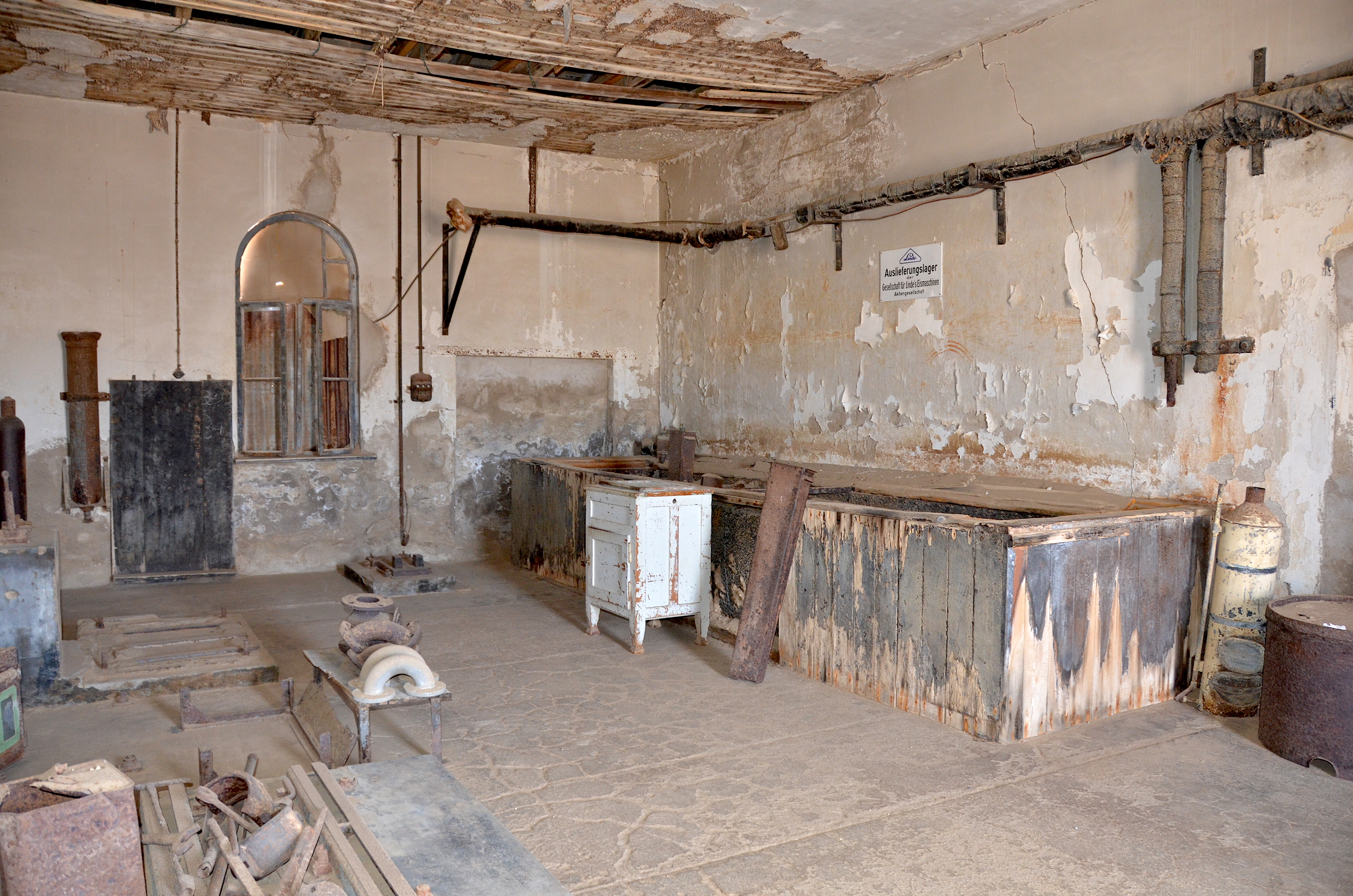
مصنع الثلج
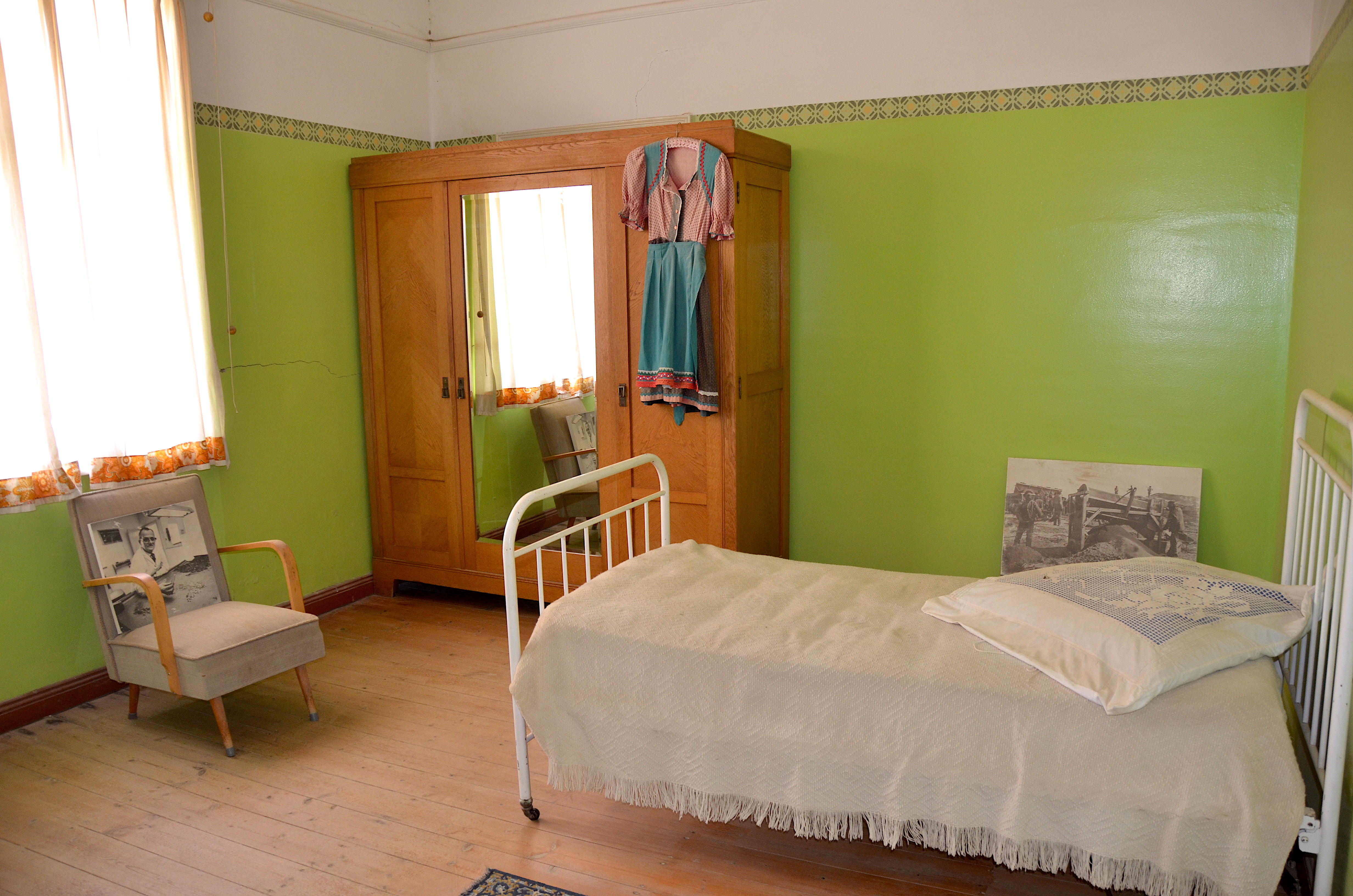
غرفة النوم
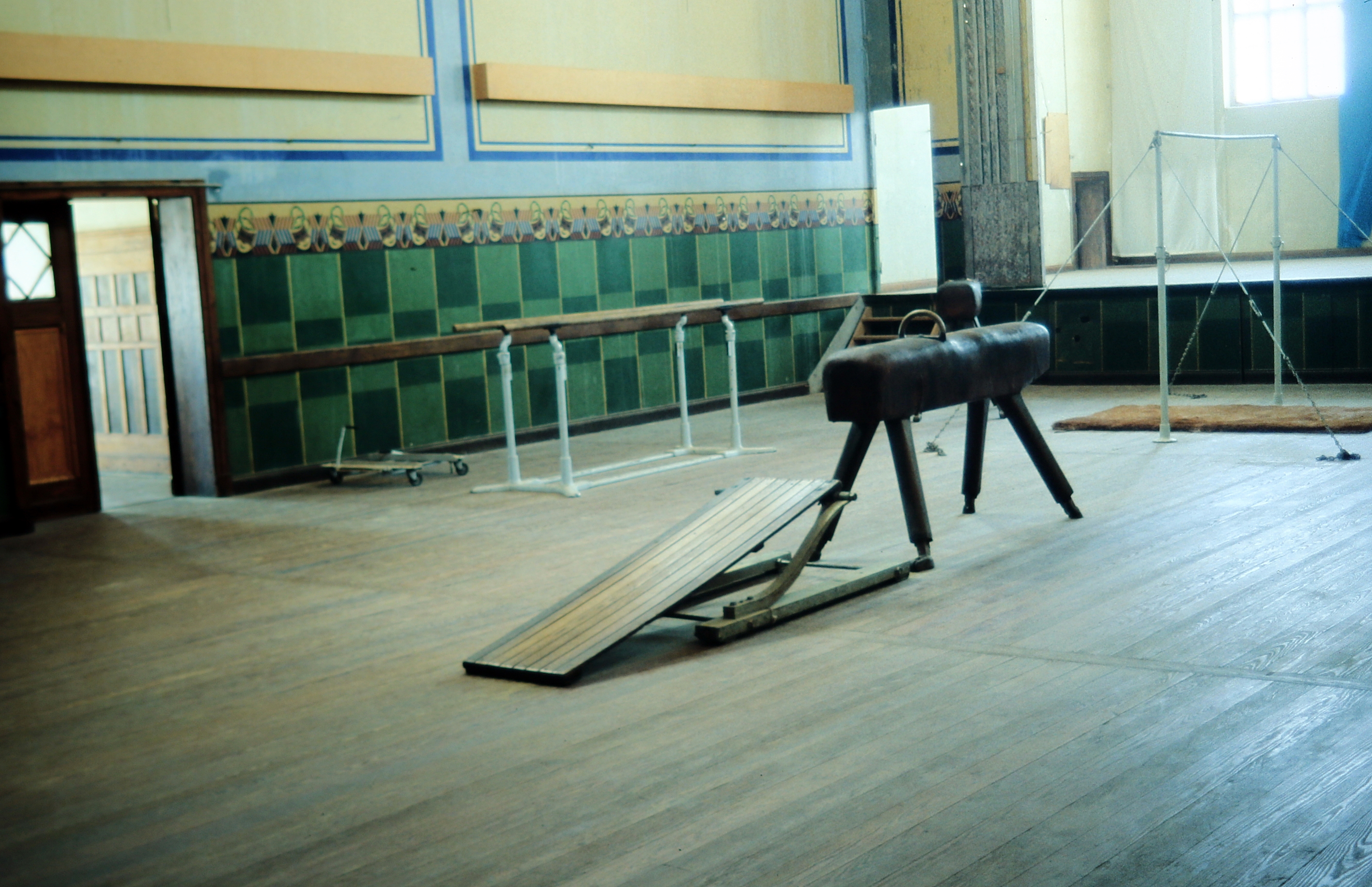
قاعة الرياضة

## معلومات
1. ↑  تم استخدام المعدات بشكل أساسي للتحقق مما إذا كان عمال المناجم لم يبتلعوا الماس